# Kritik der praktischen Vernunft
Kritik der praktischen Vernunft (KpV) ist der Titel des zweiten Hauptwerks Immanuel Kants; es wird auch als „zweite Kritik“ (nach der Kritik der reinen Vernunft und vor der Kritik der Urteilskraft) bezeichnet und erschien erstmals 1788 in Riga. Die KpV enthält Kants Theorie der Moralbegründung und gilt bis heute als eines der wichtigsten Werke der Praktischen Philosophie überhaupt.
Wie die drei Jahre zuvor erschienene Grundlegung zur Metaphysik der Sitten (GMS) ist die KpV eine Grundlegungsschrift, die also keine Auseinandersetzung mit der praktischen Anwendung der Grundsätze der Moral zum Gegenstand hat, sondern auf die Frage antwortet, wie das sittliche Handeln durch die praktische Vernunft bestimmt werden kann. In der KpV geht es vor allem darum, das grundlegende Prinzip der Moral, ihre Aufgaben und Grenzen festzusetzen. Dies ist der Kategorische Imperativ (KI), den Kant in der KpV wie folgt formuliert:

„Handle so, daß die Maxime deines Willens jederzeit zugleich als Prinzip einer allgemeinen Gesetzgebung gelten könne.“

Damit lehnt Kant die seinerzeit traditionellen Weisen der Moralbegründung im moralischen Gefühl, im Willen Gottes oder in der Suche nach dem höchsten Gut als Glück ab. Für ihn liegt die einzige Möglichkeit, das oberste Prinzip der Moral zu bestimmen, in der reinen praktischen Vernunft. Die Vernunft ist einerseits auf das Erkenntnisvermögen gerichtet (‚Was kann ich wissen?‘). Das ist Thema der Kritik der reinen Vernunft. Zum anderen ist in ganz anderer Stoßrichtung das menschliche Handeln (‚Was soll ich tun?‘) Inhalt vernünftiger Überlegungen. Dies ist Gegenstand der KpV. Sein und Sollen sind bei Kant zwei nicht voneinander abhängige Aspekte der einen Vernunft. Für die menschliche Praxis ist die Freiheit als Grundlage autonomer Entscheidungen notwendig und evident, während sie in der theoretischen Vernunft nur als möglich erwiesen werden kann. Ein Handeln ohne Freiheit kann nicht gedacht werden. Dabei erkennen wir die Freiheit nur durch das Bewusstsein des Sittengesetzes.
Kant zeigt, dass man das Sittengesetz nicht durch Erfahrung erkennen, sondern nur als ein allgemeines Gesetz der Form nach bestimmen kann. Diese Form, der KI, ist dann auf die subjektiven Handlungsregeln, die Maximen, anzuwenden und das Prüfkriterium ist, ob die jeweilige Maxime dem Grundprinzip der Verallgemeinerbarkeit standhält. Ob eine Maxime moralisch akzeptabel oder sogar geboten ist, kann nach Kant bereits der „gemeine Menschenverstand“ (also jedermann) erkennen. Hierzu bedarf es keiner besonderen Theorie. Der Mensch kann nur moralisch handeln, weil er selbstbestimmt (autonom) ist und weil die Vernunft ein unabweisbares Faktum ist. Maßstab für die Beurteilung einer Maxime sind die Begriffe Gut und Böse als Kategorien der Freiheit, d. h. als sittliche und nicht als empirische Begriffe. Wie nun eine mögliche Handlung sittlich einzustufen ist, dazu bedarf es der praktischen Urteilskraft. Mit deren Hilfe wird das sittliche Wollen als gut oder böse bestimmt. Gründe und Motive (Triebfedern) für moralisches Handeln sieht Kant in einer besonderen Einsicht der praktischen Vernunft, die in der Achtung für das Sittengesetz resultiert.
In der Dialektik der reinen praktischen Vernunft wird die Frage ‚Was darf ich hoffen?‘ zum Gegenstand der Betrachtung. Hier entwickelt Kant seine Gedanken zur Bestimmung des höchsten Guts. Es ist die Frage nach dem Unbedingten im praktischen Sinn. In der KrV hatte Kant gezeigt, dass man die unbedingten Ideen von Freiheit, Gott und Unsterblichkeit der Seele zwar nicht beweisen, wohl aber als regulative Ideen für möglich halten kann. Für die praktische Vernunft sind diese Ideen aus Sicht von Kant denknotwendig und können deshalb als Postulate der reinen praktischen Vernunft als wirklich angesehen werden. Im sehr kurzen zweiten Teil der KpV, der Methodenlehre, entwirft Kant ein knappes Konzept der moralischen Erziehung, mit dem junge Menschen dazu angeregt werden sollen, ihre Urteilskraft mit Blick auf moralische Fragen auszubilden. Kants Auffassungen zur praktischen Moralphilosophie finden sich in der Metaphysik der Sitten sowie in seinen Vorlesungen zur Moralphilosophie.
Der Philosoph Lewis White Beck hat beobachtet, dass Kants Kritik der praktischen Vernunft von modernen Gelehrten manchmal vernachlässigt und in ihren Köpfen sogar durch Kants Grundlagen der Metaphysik der Moral verdrängt wurde. Er argumentiert weiter, dass der Student von Kants Werken leicht ein vollständiges Verständnis von Kants Moralphilosophie erlangen kann, indem er Kants Analyse der Konzepte Freiheit und praktische Vernunft durchgeht, wie sie in seiner „zweiten Kritik“ dargelegt werden. Beck behauptet, dass Kants „zweite Kritik“ dazu dient, jeden dieser unterschiedlichen Stränge zu einem einheitlichen Muster für eine umfassende Theorie moralischer Autorität im Allgemeinen zu verweben.

## Gliederung des Werks
Der Aufbau des Werks ist an die Struktur, die Kant bereits in der Kritik der reinen Vernunft verwendet hatte, angelehnt. Nach einer Vorrede und einer Einleitung gibt es zwei Hauptteile. Die „Elementarlehre der reinen praktischen Vernunft“ und die „Methodenlehre der reinen praktischen Vernunft“. In der Elementarlehre unterscheidet Kant wiederum die Analytik und die Dialektik der reinen praktischen Vernunft. In der Analytik entwickelt Kant seine theoretische Position. Dabei skizziert er zunächst die Grundsätze, dann analysiert er Begriffe und schließlich befasst er sich mit den nicht-empirischen „Triebfedern“ der Moral. Die Dialektik ist dann die „Darstellung und Auflösung des Scheins in Urteilen der praktischen Vernunft“.
Der zweite Teil, die Methodenlehre, umfasst nur 12 der 163 Seiten, die das Werk in der Akademie-Ausgabe ausmacht. Hier skizziert Kant eine Theorie der moralischen Erziehung. Am Ende der KpV steht der „Beschluss“ mit dem berühmten Zitat:

„Zwei Dinge erfüllen das Gemüt mit immer neuer und zunehmender Bewunderung und Ehrfurcht, je öfter und anhaltender sich das Nachdenken damit beschäftigt: Der bestirnte Himmel über mir, und das moralische Gesetz in mir. Beide darf ich nicht als in Dunkelheiten verhüllt, oder im Überschwenglichen, außer meinem Gesichtskreise, suchen und bloß vermuten; ich sehe sie vor mir und verknüpfe sie unmittelbar mit dem Bewußtsein meiner Existenz.“

## Zielsetzung des Werks
Der Titel Kritik der praktischen Vernunft klingt ähnlich dem der Kritik der reinen Vernunft. Die Stoßrichtung ist jedoch unterschiedlich. In der KrV wollte Kant zeigen, welche Grenzen der reinen Vernunft als Vermögen der Erkenntnis aufgegeben sind. Es gibt keine Erkenntnis ohne empirische Anschauungen. In der KpV hingegen richtet sich die Kritik gegen Ansprüche der empirisch-praktischen Vernunft, denen er Grenzen setzen will. Das Sittengesetz ist ein Produkt der reinen Vernunft und nicht empirischer Erfahrung, so dass es nicht zu kritisieren ist.
In der Vorrede und in der Einleitung spricht Kant eine Reihe von Absichten an, die er mit der KpV verfolgt. Er möchte darlegen,
- dass die reine Vernunft praktisch werden kann.[9]
- dass die Ideen von Freiheit, Gott und Unsterblichkeit, die in der spekulativen Kritik nur als Möglichkeit aufgezeigt werden konnten, in der praktischen Vernunft als Realität angenommen werden können.[10]
- dass die Prinzipien der reinen praktischen Vernunft in Einklang mit der Kritik der reinen Vernunft stehen.[11]
- dass die empirisch bedingte Vernunft nicht das Sittengesetz als solches erfassen kann, weil die Bedingung von Allgemeinheit und Notwendigkeit nicht erfüllt ist.[12]

Kant geht es in seiner Ethik nicht darum, eine neue Moral zu erfinden, sondern das im allgemeinen Verständnis immer schon vorhandene Bewusstsein der Sittlichkeit philosophisch zu analysieren und präzise zu formulieren. So formuliert er im Anhang zu Der Streit der Fakultäten:
„Ich habe aus der Kritik der reinen Vernunft gelernt, daß Philosophie nicht etwa eine Wissenschaft der Vorstellungen, Begriffe und Ideen, oder eine Wissenschaft aller Wissenschaft, oder sonst etwas Ähnliches sei; sondern eine Wissenschaft des Menschen, seines Vorstellens, Denkens und Handelns; sie soll den Menschen nach allen seinen Bestandteilen darstellen, wie er ist und sein soll, d. h. sowohl nach seinen Naturbestimmungen, als auch nach seinem Moralitäts- und Freiheitsverhältnis.“

## Handlungstheorie
In Kants Werken findet sich keine eigene Abhandlung oder geschlossene Ausführung zur Handlungstheorie. Für das Verständnis der Ausführungen Kants zum moralischen Handeln in der Kritik der praktischen Vernunft ist jedoch ein Einblick in seine Konzeption des Handelns hilfreich.
In seiner empirischen Natur ist der Mensch nach Kant den Kausalgesetzen der Natur unterworfen. Zugleich hat der Mensch das Vermögen der praktischen Vernunft, das ein Vermögen der Selbstbestimmung beinhaltet (KrV B 562). Kants Handlungstheorie beruht damit auf zwei Aspekten und integriert einerseits die Vorstellungen des Rationalismus der Wolff’schen Schule, für die die Erkenntnis des Guten das Motiv zum moralischen Handeln ist, und andererseits die empirischen Thesen der britischen Moral-Sense-Theoretiker (Hutcheson, Hume), die der Vernunft absprechen, moralisches Handeln motivieren zu können, so dass moralisches Handeln allein auf Gefühlen beruht.
Durch Sachverhalte wird der Mensch affiziert. Diese äußeren Wirkungen lösen nach Kant beim Menschen Gefühle der Lust oder der Unlust aus. Aus diesen Gefühlen entstehen Begehrungen (Vgl. MS VI, 211–214). Diese Begehrungen nennt Kant auch Neigungen oder, bei nachhaltigerer, auf vernünftigen Überlegungen gestützter Einstellung, Interessen (GMS 413). Aufgrund dieser Interessen hat der Mensch ein Bedürfnis zu handeln. Dabei setzt er sich mit Hilfe der praktischen Vernunft (Ratschläge der Klugheit) Zwecke zur Beförderung seiner eigenen Glückseligkeit. Dies ist ein natürliches Streben des Menschen, bei dem der innere Sinn mit Annehmlichkeit affiziert wird. (Anmerkung auf ) Durch sein Begehrungsvermögen ist der Mensch in der Lage, eine Vorstellung von der Wirkung einer möglichen Handlung zu entwickeln. (KrV B 576 und Immanuel Kant: AA V, 9) Dabei setzt er die Nötigung sinnlicher Antriebe (KrV B 830) nach Regeln der Klugheit (KrV B 828) um. Der Mensch handelt nach Kant grundsätzlich nach Maximen, d. h. subjektiven Handlungsregeln. Diese sind subjektive Prinzipien des Wollens (GMS 400 Anm.), die sich aus den Neigungen und Interessen des Handelnden ergeben. Der Mensch kann sich nach Kant frei entscheiden, ob er die vorgestellte Handlung in eine konkrete Handlung überführen will. Entscheidet er sich für die Ausführung der Handlung, wird der Mensch durch seine Willensbestimmung zur intelligiblen Ursache eines neuen Sachverhalts (Kausalität aus Freiheit, KrV B 566). Er ist damit schlechthin erster Anfang einer Reihe von Erscheinungen (KrV B 478). Diese Fähigkeit, eine Handlung gemäß der eigenen Entscheidung auszuführen, nennt Kant freie Willkür des eigentlichen Subjekts (KrV B 562/B 574, vgl. auch MS VI, 226–227). Der physische Handlungsvollzug wird durch die Willensmeinung, die in der jeweiligen Maxime zum Ausdruck kommt, zur Existenz gebracht.
Die reine Vernunft hat die Eigenschaft, dass sie sich sowohl theoretisch als auch praktisch vollständig von den empirischen Erfahrungen distanzieren kann. Kant spricht dann von der intelligiblen Welt. (z. B. KrV B 475) Reine praktische Vernunft ist das Vermögen, nach Vorstellungen von Gesetzen zu handeln. Der Mensch besitzt damit nicht nur die negative Freiheit von empirischen Einflüssen (Willkürfreiheit), sondern auch die positive Freiheit, sich ein unbedingtes Gesetz zu denken, das die reine praktische Vernunft sich selbst vorschreibt (Autonomie, GMS IV, 412). Dies ist das Sittengesetz, dessen Handlungsregel Kant als Kategorischen Imperativ formuliert. Es ist das Grundgesetz der reinen praktischen Vernunft. Mit Hilfe der reinen praktischen Urteilskraft kann der Mensch beurteilen, ob eine beabsichtigte Handlung und deren Maxime moralisch gut oder böse ist. Es gibt für Kant keine Handlung, ohne dass der Mensch sich zu seiner Handlungsabsicht, seinem Zweck, eine Maxime gebildet hat (Rel 6, 23–24). Die reine praktische Vernunft gebietet nun, dem sich selbst aus Autonomie gegebenen Gesetz zu folgen und gute Handlungen auszuführen sowie schlechte Handlungen zu unterlassen. Hier bestimmt die Vernunft durch die bloße Form der praktischen Regel den Willen. (Anm.) Dieses uneingeschränkte Gebot der reinen Vernunft ist aber für den Menschen nicht bindend, da er nicht nur Vernunftwesen, sondern zugleich auch Sinnenwesen ist, das sich entsprechend seinem Vermögen der freien Willkür entscheiden kann, auch anders als moralisch zu handeln. Der Mensch handelt dann nicht autonom, sondern der von äußeren Umständen fremdbestimmte Wille dient nur der vernünftigen Befolgung pathologischer (heteronomer) Gesetze.
Aus Gründen ergibt sich noch keine Motivation. Hierfür bedarf es einer Triebfeder, worunter der „subjektive Bestimmungsgrund des Willens eines Wesens verstanden wird, dessen Vernunft nicht schon vermöge seiner Natur dem objectiven Gesetz notwendig gemäß ist.“ Das Sollen aus der reinen Vernunft heraus ist eine Art von (innerer) Notwendigkeit und eine Verknüpfung mit Gründen (KrV B 575). Da das Moralgesetz uneingeschränkt gültig ist, stehen aus Gründen alle menschlichen Handlungen unter der Verbindlichkeit des Gesetzes (MS 214). Damit wird der Kategorische Imperativ zum Gesetz der Pflicht. Ein unmittelbares Motiv, so zu handeln, ergibt sich aber erst aus Einsicht in die Richtigkeit des Sittengesetzes, also aus Achtung für das Gesetz, die ein vernunftgewirktes Gefühl ist. Wer aus Achtung für das Gesetz handelt (moralisch motiviert ist), handelt nicht nur gemäß seiner Pflicht, sondern aus Pflicht. „Das Wesentliche alles sittlichen Werts der Handlungen kommt darauf an, daß das moralische Gesetz den Willen unmittelbar bestimmt.“
Die Handlungstheorie Kants wird gelegentlich als „kausal“ bezeichnet. Da Kant aber jeder Handlung einen Wert beimisst, d. h. jede Handlung einen normativen Inhalt hat, der als solcher kausal nicht erklärt werden kann, stellt sich die Frage, ob man die Handlungstheorie nicht eher als teleologisch, d. h. als an Zwecken orientiert, beschreiben muss.

## Analytik

### Grundsätze der praktischen Vernunft

#### Kategorischer Imperativ
Das erste Hauptstück der Analytik dient der Herleitung des Kategorischen Imperativs und hat insoweit seine Entsprechung zum zweiten Teil der GMS. Der Plural in der Überschrift weist darauf hin, dass es Kant nicht nur um die Aufstellung seines eigenen obersten Grundsatzes der Moralphilosophie geht, sondern auch um die Zurückweisung der verschiedenen Grundsätze der bisherigen Moralphilosophien.
Kant bezeichnet zunächst praktische Grundsätze als Regeln, die subjektiv oder objektiv sein können. Subjektive Regeln nennt er Maximen, objektive Regeln praktische Gesetze. Objektiv bedeutet, dass die Regel nicht nur für das Subjekt, sondern für jedermann gültig ist. Objektive Grundsätze sind universell geltende Handlungsregeln. Solche praktischen Gesetze sind Imperative, die kategorisch gelten und frei von Zufälligkeit sind. Hiervon zu unterscheiden sind hypothetische Imperative, die als Zweck-Mittel-Relation nur Vorschriften der Geschicklichkeit oder Regeln der Klugheit sind, bloß für ein Subjekt gelten und keine allgemeinen Gesetze sind. Hypothetische Imperative sind objektiv gültig, aber nur subjektiv praktisch, weil der Zweck an ein Subjekt gebunden ist.
Grundsätze sind fundamentale praktische Sätze, die eine allgemeine Willensbestimmung enthalten und verschiedene praktische Regeln unter sich haben. Ist der Satz auf eine Materie gerichtet, d. h. einen Gegenstand, dessen Wirklichkeit begehrt wird, so ist die Regel, unter der dieser Gegenstand erreicht werden soll, stets empirisch. Die Handlungsregel, der der Mensch folgt, beruht auf einer Maxime, die nur für ihn als Subjekt gültig ist. Das Streben nach einer Sache oder einem Sachverhalt entstammt den Sinnen und ist mit dem Gefühl der Lust oder Unlust verbunden. Kant nennt die Vorstellung, Ursache von der Wirklichkeit eines Gegenstandes (einer Tatsache) sein zu können, das Begehrungsvermögen (FN). Sofern das Begehrungsvermögen auf Vorstellungen der Lust beruht, nennt er es das untere Begehrungsvermögen. Das obere Begehrungsvermögen ist hingegen ein rationales Wollen, das allein durch die praktische Vernunft geleitet wird und keine Rücksicht auf sinnliche Strebungen nimmt. Es ist die Fähigkeit eines Wollens, das nicht von Neigungen abhängt.
Kant ist der Auffassung, dass das Prinzip des Sittengesetzes (handle moralisch, d. i. gut und nicht böse) nur aus dem oberen Begehrungsvermögen vermittelst der reinen praktischen Vernunft abgeleitet werden kann. Die in seiner Zeit klassischen Positionen des Strebens nach Glückseligkeit (Eudämonismus/Hedonismus) und der Selbstliebe (Egoismus) sind für Kant in der Natur des Menschen angelegt und jeder hat ein Recht darauf, danach zu streben. Doch beide Positionen sind von der Perspektive des Einzelnen abhängig und deshalb nicht geeignet, als oberstes Moralprinzip zu dienen. Sie sind kontingent und können deshalb die Forderung nach Allgemeingültigkeit und Notwendigkeit des Sittengesetzes nicht gewährleisten.
Nachdem Kant festgestellt hat, dass das Sittengesetz formal sein muss, um nicht empirischen Zufälligkeiten zu unterliegen, diskutiert er den Zusammenhang von Sittengesetz und Freiheit. Beide Begriffe sind a priori, d. h. vor aller Erfahrung. Wenn das Sittengesetz rein formal ist und keinen empirischen Einflüssen unterliegt, dann muss das Wollen der reinen praktischen Vernunft auf einer Freiheit beruhen, die sowohl negativ als auch positiv von keinen empirischen Faktoren bestimmt wird. Diese absolute Freiheit ist mit der transzendentalen Freiheit in der Kritik der reinen Vernunft identisch. Andererseits hat es die praktische Vernunft mit dem Bewusstsein des Sittengesetzes zu tun, das für ein endliches Vernunftwesen wie den Menschen unabweisbar ist. Aus dem Bewusstsein des Sittengesetzes folgt das Bewusstsein der Freiheit. In einer Fußnote verweist Kant bereits in der Einleitung auf die wechselseitige Bedingtheit von Freiheit und Sittengesetz hin:

„Damit man hier nicht Inconsequenzen anzutreffen wähne, wenn ich jetzt die Freiheit die Bedingung des moralischen Gesetzes nenne und in der Abhandlung nachher behaupte, daß das moralische Gesetz die Bedingung sei, unter der wir uns allererst der Freiheit bewußt werden können, so will ich nur erinnern, daß die Freiheit allerdings die ratio essendi des moralischen Gesetzes, das moralische Gesetz aber die ratio cognoscendi der Freiheit sei. Denn wäre nicht das moralische Gesetz in unserer Vernunft eher deutlich gedacht, so würden wir uns niemals berechtigt halten, so etwas, als Freiheit ist (ob diese gleich sich nicht widerspricht), anzunehmen. Wäre aber keine Freiheit, so würde das moralische Gesetz in uns gar nicht anzutreffen sein.“

Ich weiß, dass ich auch anders hätte handeln können. Freiheit ist in der KpV nicht nur möglich, sondern auch real, d. h. für die praktische Vernunft objektiv gegeben. Freiheit ist eine Gegebenheit der Erfahrung aufgrund des Sittengesetzes. Henry Allison nennt dieses Wechselverhältnis die „Reprocity Thesis“. Für Henri Lauener wäre diese Beziehung ein Zirkel, wenn Freiheit und Sittengesetz nicht durch die These vom Faktum der Vernunft (s. u.) vermittelt wären.
Der Mensch verfügt über praktische Vernunft, die seinen Willen bestimmt. Da er aber als endliches Wesen nicht nur über ein oberes Begehrungsvermögen verfügt, sondern auch ein unteres Begehrungsvermögen hat, das durch seine Lust (Triebe, Neigungen, Interessen, Annehmlichkeiten) beeinflusst wird, braucht er ein Prinzip für das richtige Handeln, das ihm ermöglicht, seine Pflicht zu erkennen. Dieses ist der Kategorische Imperativ (KI) als „Grundgesetz der reinen praktischen Vernunft“:

„Handle so, daß die Maxime deines Willens jederzeit zugleich als Prinzip einer allgemeinen Gesetzgebung gelten könne.“

Der KI ist ein rein formales aus der reinen Vernunft abgeleitetes Prinzip, das keinen empirischen Einflüssen unterliegt. Die Materie wird erst durch die inhaltliche Formulierung einer Maxime in den KI eingebracht. Dennoch hat der KI mit der Forderung nach der Universalisierung der Maxime ein inhaltliches Element, insofern hier die Anerkennung der gleichen Ansprüche aller vernünftigen Wesen beinhaltet ist. Kant formuliert den KI in der KpV nur in seiner Grundformel. Auf die Varianten, die in der GMS ausführlich behandelt werden (Naturgesetzformel, Menschenrechtsformel, Autonomieformel, Reich der Zwecke – Formel), geht Kant in der KpV nicht ein. Offensichtlich setzt er diese Varianten in der KpV als bekannt voraus. Insofern ergänzen sich beide Schriften ähnlich wie bei der Analyse hypothetischer Imperative, die in der GMS ebenfalls wesentlich ausführlicher ausfällt.
Mit der Aufstellung des KI hat Kant zwei seiner in der Einleitung formulierten Ziele erreicht, nämlich dass reine Vernunft praktisch werden kann und dass sein Freiheitsbegriff in der KpV mit dem Begriff der transzendentalen Freiheit in der KrV übereinstimmt. Kant fasst sein Ergebnis zusammen:
- Das aufgestellte unbedingte Gesetz ist ein kategorisch praktischer Satz a priori.
- Gesetzgebend ist die reine praktische Vernunft.
- Das Gesetz ist eine objektive Regel, die bloß den Willen in Ansehung der Form seiner Maximen bestimmt, nicht aber die Materie selbst, die in der subjektiven Maxime enthalten ist.

#### Faktum der Vernunft
Anders als in der GMS (GMS III) bemüht sich Kant in der KpV nicht um eine weitere Begründung des Freiheitsbegriffs, sondern formuliert:

„Man kann das Bewußtsein dieses Grundgesetzes ein Faktum der Vernunft nennen, weil man es nicht aus vorhergehenden Datis der Vernunft, z.B. dem Bewußtsein der Freiheit (denn dieses ist uns nicht vorher gegeben), herausvernünfteln kann, sondern weil es sich für sich selbst uns aufdrängt als ein synthetischer Satz a priori, der auf keiner, weder reinen noch empirischen Anschauung gegründet ist, […] [d]och man muß, um dieses Gesetz als gegeben anzusehen, wohl bemerken: daß es kein empirisches, sondern das einzige Faktum der reinen Vernunft sei, die sich dadurch als ursprünglich gesetzgebend (sic volio, sic iubeo [so will ich, so befehle ich]) ankündigt.“

Diese Aussage Kants ist in der Rezeption umstritten. Es gibt Autoren, die in der These vom Faktum der Vernunft ein Scheitern der Begründungsversuche Kants für seine Moralphilosophie sehen. Einige Autoren sehen darin eine rein intuitionistische Antwort auf die Frage, warum man moralisch handeln soll. Dieter Henrich spricht von dem Faktum als einer „sittlichen Einsicht“ und spricht dieser „Tatsache“ ein ontologisches Sein zu. Lewis White Beck hat darauf hingewiesen, dass es für die Interpretation wichtig ist, ob im Begriff „Faktum der Vernunft“ das Sittengesetz als ein Faktum für die Vernunft (Gentivus objectivus) bezeichnet wird, oder ob das Faktum die Vernunft selbst ist (Genetivus subjectivus), die sich reflektierend als existent versteht. Im ersten Fall wäre der Intuitionismus-Vorwurf berechtigt und das Faktum eine eher zufällige Basis der kantischen Ethik, die nicht jeder erkennen muss. Für die zweite Interpretation spricht die Aussage Kants: „Denn, wenn sie, als reine Vernunft, wirklich praktisch ist, so beweiset sie ihre und ihrer Begriffe Realität durch die Tat, und alles Vernünfteln wider die Möglichkeit, es zu sein, ist vergeblich.“
Der Begriff des Faktums kann nach Marcus Willaschek bei Kant einerseits Tatsache bedeuten, andererseits auch Tat als Handlung. Willaschek beschreibt das Faktum als eine Leistung der Vernunft, die ein Handlungsmotiv ist. Klaus Steigleder warnt davor, dem Begriff des Faktums nur die Bedeutung einer Tat der Vernunft zu geben, es also allein mit moralischen Handlungen gleichzusetzen. Vielmehr gehört zum Faktum der Vernunft die Einsicht, dass es neben dem natürlichen Streben ein Gebot gibt, das unabhängig von Wünschen unbedingt verpflichtet. Das unbedingte Sollen ist eine Tatsache, die in der reinen praktischen Vernunft begründet ist.
Bettina Stangneth verweist darauf, dass das Faktum der Vernunft für Kant als etwas Gegebenes der Philosophie vorgängig ist. Das Faktum ist „an die Hand gegeben“, es besteht „vor allem Vernünfteln über seine Möglichkeit“. Es ist unbestreitbar, nicht empirisch, unleugbar, gründet auf keiner Anschauung, drängt sich uns auf, ist apodiktisch gewiss, liegt im Urteil des gemeinen Verstandes. Die Wirkung des Faktums der Vernunft besteht in einem intellektuellen Zwang. Der Mensch fühlt sich durch etwas genötigt, das nicht auf empirischen Prinzipien beruht.
Andreas Trampota erinnert daran, dass Kant bereits in der Kritik der reinen Vernunft darauf verwiesen hat, dass empirische Begriffe aufgrund der Realität ihres Gegenstandes eine Bedeutung haben, für die keine Deduktion (diskursive Begründung) erforderlich ist. (KrV B 116) Analog führt Kant in der KpV aus, dass das Faktum der Vernunft nicht begründet werden kann. „Also kann die objective Realität des moralischen Gesetzes durch keine Deduction, durch alle Anstrengung der theoretischen, speculativen oder empirisch unterstützten Vernunft, bewiesen und also, wenn man auch auf die apodiktische Gewißheit Verzicht thun wollte, durch Erfahrung bestätigt und so a posteriori bewiesen werden, und steht dennoch für sich selbst.“ Die praktische Vernunft ist ein nicht zu begründendes Grundvermögen des Menschen und damit ebenso real und unableitbar wie empirische Fakten. „Man kann dieses Faktum nicht begründen, sondern lediglich gegen Reduktionsversuche verteidigen, indem man seine unvermeidliche und irreduzible phänomenale Faktizität im vorphilosophischen Moralbewusstsein ,von jedermann' so deutlich wie möglich herausarbeitet.“
Für Otfried Höffe ist das Theoriestück vom Faktum der Vernunft ein Instrument zur Abwehr des Skeptizismus. Die Moralität ist eine Wirklichkeit, die wir immer schon anerkennen. Es ist die „moralische Selbsterfahrung des reinen praktischen Vernunftwesens.“ Höffe weist auch darauf hin, dass mit dem Faktum der Vernunft kein Fehlschluss von einem Sein auf ein Sollen (Humes Gesetz) vorliegt, weil Kant klar zwischen theoretischer und praktischer Vernunft trennt und das Sittengesetz aus der reinen praktischen Vernunft ohne jede empirische Basis ableitet. Die auf das praktische Handeln ausgerichtete Vernunft enthält von vornherein den ihr immanenten Anspruch des Sollens, macht aber keine Aussage über Seiendes, weil der Kategorische Imperativ rein formal gewonnen wurde.

#### Autonomie und Heteronomie
Im Anschluss an die Formulierung des KI stellt Kant fest:
„Die Autonomie des Willens ist das alleinige Princip aller moralischen Gesetze und der ihnen gemäßen Pflichten: […]  Also drückt das moralische Gesetz nichts anders aus, als die Autonomie der reinen praktischen Vernunft, d. i. der Freiheit, und diese ist selbst die formale Bedingung aller Maximen, unter der sie allein mit dem obersten praktischen Gesetze zusammenstimmen können.“
Für Kant sind ein freier Wille, ein moralischer Wille und reine praktische Vernunft einerlei (vgl. GMS 447). Freiheit im negativen Sinn ist die Freiheit von materiellen Einflüssen. Freiheit im positiven Sinn ist die Freiheit, sich selbst Gesetze zu geben (Autonomie = Selbstgesetzgebung).
Der Begriff der Autonomie ist bei Kant mehrschichtig.  Zum einen wird damit das Vermögen bezeichnet, sich allein aus der Vernunft heraus unabhängig von empirischen Einflüssen selbst, wenn auch nur formale, Gesetze zu geben. Die Gesetzgebung der reinen praktischen Vernunft fordert von dem endlichen, nicht allein vernünftigen Menschen, einer allgemeinen und a priori erkannten Regel zu folgen. Sie legt dem Menschen eine Verbindlichkeit auf. Das Selbst kennzeichnet Kant als „übersinnliche Natur“ der Menschen, als eine „Existenz nach Gesetzen, die von aller empirischen Bedingung unabhängig sind.“
Autonomie ist damit bei Kant Bedingung der Möglichkeit von Moral. Ohne Autonomie wäre praktisches Handeln nach dem moralischen Gesetz nicht möglich. Autonomie in diesem Sinne ist die Freiheit, nach einem selbst bestimmten Willen zu handeln. Dies ist reine Autonomie im Sinne der Selbstgesetzgebung durch reine praktische Vernunft.
Der Gegenbegriff zur Autonomie ist für Kant die Heteronomie (Fremdbestimmung). Das sind Handlungsgründe („eben nicht Ursachen“), die ihren Ursprung in sinnlich, empirischen Quellen haben. Der Mensch handelt mit heteronomen Motiven zwar frei im praktischen Sinn, folgt aber nicht dem selbst gegebenen (autonomen) Gesetz der reinen praktischen Vernunft. Dies ist praktische Autonomie im Sinne einer freien Willkür, mit der der endliche Mensch seine Handlungen auch aus nicht moralischen Gründen wählen kann, aber nicht muss. Autonomie ist hier die Fähigkeit nach Klugheit zu entscheiden (hypothetischer Imperativ = Handlungsrationalität). Man kann hier von „natürlicher“ im Gegensatz zur „moralischer“ Autonomie sprechen.
Kants Konzept der Autonomie ist umstritten. Zum einen wird in der Literatur häufig behauptet, Kant reduziere die freien Handlungen auf moralisch gute Handlungen, weil heteronome Handlungen für Kant von Naturgesetzen abhängig seien. Dabei wird übersehen, dass Autonomie für Kant eine Handlungsmöglichkeit darstellt. Der Mensch nach Kant ist frei, auch heteronomen Gründen zu folgen. Das Sittengesetz ist nur unter der Perspektive der reinen praktischen Vernunft notwendig, nicht aber im praktischen Leben. Handelt der Mensch aber aus heteronomen Gründen, läuft er Gefahr, die unbedingte Verbindlichkeit aus dem selbst (autonom) gegebenen Gesetz der reinen praktischen Vernunft zu verletzen. Er handelt dann bestenfalls gemäß seiner Pflicht und nicht aus Pflicht (s. u.) In der Diskussion ist der Einwand von Gerold Prauss bekannt, für den Kant alles nicht-moralische Handeln durch die Einstufung als heteronom auf einen Naturprozess reduziert. Entsprechend ist die kantische Unterscheidung des Handelns aus Pflicht und aus Neigung für Prauss problematisch, da ein Handeln aus Neigung kein autonomes Handeln sei. Dem steht entgegen, dass für Kant auch Handeln gemäß der Pflicht und böses Handeln autonom im Sinne praktischer Autonomie sein kann. Auch „wenn die Vernunft lediglich „Dienerin der Neigungen“ ist“, kann sie eine kausale Rolle im Handeln spielen. Rüdiger Bittner trägt vor, dass es bei Kant aufgrund der Mehrdeutigkeit des Begriffs der Autonomie als Gesetz der praktischen Vernunft und Autonomie als Gebot der reinen praktischen Vernunft (Kategorischer Imperativ) zu einer nicht bemerkten Verwechselung kommt. Fremde Gesetze sind für Bittner bloße Fakten, die in Rechnung zu stellen sind. Hieraus schließt er „Autonomie kommt hier dem Handelnden überhaupt zu, sie gehört zum Begriff des Handelns. Entsprechend kommt Heteronomie nicht anderen Handlungen, sondern gar keinen zu. „Heteronomie“ bezeichnet nicht eine Gefahr, sondern eine Täuschung“. Klaus Steigleder merkt hierzu an, dass Bittner „Handlungsfähigkeit von vornherein als „Autonomie“ anspricht.“  Bittner ignoriert hiermit die Unterscheidung Kants zwischen praktischer Vernunft als Instrument rationaler Entscheidungen und reiner praktischer Vernunft, durch die der Mensch sich ein unbedingtes Gesetz gibt, an das er sich selbstbezüglich auch gebunden hält, wenn er moralisch handeln will.
In der Absolutsetzung der Autonomie sieht Giovanni B. Sala eine Vergottung des Menschen als ethischem Wesen, die er durch Äußerungen Kants im Opus postumum bestätigt sieht: „Gott ist keine außer mir befindliche Substanz, sondern bloß ein moralisches Verhältnis in mir.“ (AA XXI, S. 149) Hans Krämer spricht von einem „Ersatzgott“ und verweist auf das von Kant in der Ethik verwendete „Begriffsfeld von Heiligkeit, Ehrfurcht, Gehorsam, Demut“ mit theologischem Ursprung. Krämer bezweifelt auch das á priori des Sittengesetzes: „Daß ein Bedingtes, Partikulares aus sich eine unbedingte Forderung hervorbringt und auf sich selbst bezieht, ist nicht einsichtig zu machen. Eine unbedingte Forderung kann sinnvollerweise nur von einem an sich Unbedingtem ausgehen. Der endliche Wille kann aus sich heraus eine solche exzessive Leistung schwerlich erbringen, ohne daß die Gefahr einer Münchhausen-Situation heraufbeschworen wird. Die Rede vom unbedingten Selbstbefehl und Selbstgehorsam ist also keine sinnvolle Rede.“

#### Traditionelle Grundsätze der Moral
Um seine auf der Autonomie gründende Ethik zu untermauern, grenzt sich Kant von den traditionellen Moralkonzepten ab, die er alle als der eigenen Glückseligkeit verpflichtet betrachtet. Dabei geht er eher kursorisch ohne philologische Genauigkeit auf diese Konzepte ein. Ihm geht es vorrangig darum, nachzuweisen, dass diese Alternativen alle bloße Heteronomie bedeuten.
Kant listet tabellarisch folgende Konzepte als materiale Bestimmungsgründe der Moral auf, wobei er eher willkürlich jeweils einen typischen Vertreter der entsprechenden Richtung nennt:
| I. subjektive A. äußere 1. der Erziehung (Montaigne – ein gebildeter und wohlerzogener Mensch zu sein) 2. der bürgerlichen Verfassung (Mandeville – Bürger eines wohlgeordneten Gemeinwesens zu sein) B. innere 3. des physischen Gefühls (Epikur – Wohlstand und physisches Wohlergehen zu erlangen) 4. des moralischen Gefühls (Hutcheson – in Sympathie und Wohlwollen mit anderen harmonisch verbunden zu sein) II. objektive A. innere 5. der Vollkommenheit (Wolff und die Stoiker – die innere Vollkommenheit eines vernunftgemäßen Lebens zu erreichen) B. äußere 6. des Wille Gottes (Crusius und andere theologische Moralisten – dem Willen Gottes gemäß zu leben) |

Es fehlen hierbei Klassiker der Moralphilosophie wie Platon, Aristoteles oder aus der mittelalterlichen Philosophie etwa Thomas von Aquin sowie wichtige britische Sensualisten wie David Hume und Adam Smith. Es wäre spannend zu sehen, wie Kant diese in sein Schema aufgenommen hätte.
Selbst der gemeine Menschenverstand ist nach Kant in der Lage, das Grundprinzip der Moral zu erkennen und sich mit seiner Urteilskraft für das moralisch richtige Handeln zu entscheiden. Wer aber um der eigenen Glückseligkeit willen jemand anderen täuscht, weiß sehr genau, dass das gegen das Sittengesetz verstößt. Das Gleiche gilt für den möglicherweise unentdeckten Betrug. Kant erweitert sein Argument auch auf das Streben nach allgemeiner, überindividueller Glückseligkeit. Denn weil jeder die Glückseligkeit anders bestimmt und dafür Erfahrung notwendig ist, kann es für dieses Prinzip kein einheitliches Urteil geben. Man kann hier ein Argument gegen den erst nach Kant aufkommenden Utilitarismus sehen. Kant wendet sich auch gegen das Prinzip der empirischen Rationalität als Grundlage der Moral. Selbst große Klugheit und langfristiges Denken machen das Erkennen des richtigen moralischen Handelns schwierig, während die Einsicht in die moralische Pflicht dagegen einfach ist. Niemand wird dafür bestraft, wenn er seiner Glückseligkeit Abbruch tut. Übertritt man aber das Sittengesetz, so hat man auch das Gefühl für eine angemessene, gerechte Strafe. Wer tugendhaft handelt und sich daran erfreut, der hat bereits ein Gefühl für das moralisch richtige Verhalten. Bei den klassischen Tugendlehren gibt es aber erst das Richtige und dann das Gute. Also sind auch Tugenden allein nicht Ursprung der Moral. Dies ist ein Argument auch gegen die Neo-Aristoteliker der Gegenwart. Ähnliches gilt für das moralische Gefühl. Woher soll das kommen, was man fühlt, wenn nicht aus der Vernunft. Ein nur subjektives Gefühl (Mitleid, Sympathie, Wohlgesonnenheit) kann keine objektive Gültigkeit haben. Das Argument wendet sich gegen die Theorie der ethischen Gefühle, die Kant vor seiner kritischen Philosophie vertreten hatte. Hier spricht sich Kant gegen die ontologische Existenz von Werten aus. Damit würde Kant auch den modernen ethischen Intuitionismus ablehnen. Dabei ist es für ihn durchaus hilfreich und sinnvoll, in der Auseinandersetzung mit moralischen Fragen in der Praxis einen moralischen Sinn zu entwickeln. Vollkommenheit und Gott sind abstrakte Ideen, die nur durch Vernunft gebildet werden können. Vollkommenheit im praktischen Sinne beruht aber auf dem Gedanken, nur auf Talent und Geschicklichkeit zu setzen. Von Gott vorgegebene Prinzipien müssen ebenfalls einen materialen Gehalt haben. Sie sind daher nur empirisch zu erfassen und taugen so nicht für die Allgemeingültigkeit und Notwendigkeit, die Kant allein in der formalen Formel des Sittengesetzes sieht. „Sie [die Moral] bedarf also zum Behuf ihrer selbst (sowohl objektiv, was das Wollen, als subjektiv, was das Können betrifft) keineswegs der Religion, sondern vermöge der reinen praktischen Vernunft ist sie sich selbst genug“ (Rel 6:3, siehe auch KpV 5:158). Unter dem externen Gebot Gottes wäre der Mensch nicht autonom und könnte so nicht frei dem selbstgegebenen Gesetz folgen.

### Begriffe der reinen praktischen Vernunft
Im zweiten Hauptstück der Analytik befasst Kant sich insbesondere mit der Frage, auf welche Weise moralische Urteile zu fassen sind (principium dijudicationis). Hierzu untersucht er die Bedeutung der Begriffe „gut“ und „böse“ in Hinblick auf die reine praktische Vernunft. Es folgt eine kurze Skizze der Kategorien der praktischen Vernunft, durch die das Feld der Überlegungen zu praktischen Urteilen umrissen wird. Schließlich befasst er sich mit der Bedeutung der Urteilskraft für moralische Urteile.

#### Das Gute und das Böse
Die praktische Vernunft befasst sich mit der Vorstellung einer möglichen Wirkung einer autonomen Handlung. Dabei muss zunächst beurteilt werden, ob die vorgestellte Handlung auch verwirklicht werden kann. In einer weiteren Überlegung folgt dann die Beurteilung, ob die vorgestellte Handlung dem Sittengesetz entspricht. Was moralisch gut ist, wird durch das Urteil der reinen praktischen Vernunft bestimmt und nicht durch eine externe Quelle oder empirische Empfindungen.
Kant unterscheidet das Begriffspaar Gut und Böse von dem Angenehmen und Unangenehmen. Letztere beruhen auf Gefühlen der Lust oder Unlust, die ihre Quelle in empirischen Erfahrungen haben. Hierfür hat Kant auch die Begriffe Wohl und Übel (manchmal auch Weh). Gegenstand der praktischen Vernunft ist auch das Verhältnis von Mittel und Zweck. In diesem Sinne wäre das Gute nur das Nützliche. Die Begriffe Gut und Böse reserviert Kant für die moralischen Urteile der reinen praktischen Vernunft, die allgemeingültig sind, während Wohl und Übel möglicherweise generell gelten, aber nicht allgemeingültig, weil sie subjektiv bestimmt sind.
Gut und Böse beziehen sich immer auf Absichten, Handlungen und Personen, nicht aber auf Sachen und Sachverhalte, die als solche moralisch neutral sind. Ein körperlicher Schmerz ist ein Übel, aber nicht böse. Eine Lüge in dieser Hinsicht ist böse und nur unter Umständen ein Übel. Weil der Mensch ein bedürftiges Wesen ist, gehört es zu den Aufgaben der Vernunft, nach seiner Glückseligkeit zu streben. Der Mensch ist aber nicht nur ein tierisches Wesen, sondern in der Lage, jenseits seines sinnlichen Begehrungsvermögens mit einer reinen, sinnlich nicht interessierten Vernunft zwischen gut und böse zu unterscheiden.

#### Kategorien der praktischen Vernunft
Ausgehend vom KI als oberstem Grundsatz der reinen praktischen Vernunft und der ebenfalls rein rationalen Unterscheidung von gut und böse entwickelt Kant eine Tafel der Kategorien der Freiheit, deren Begriffe die reinen Formen von Handlungsabsichten beschreiben. Kant belässt es bei einer sehr knappen Erläuterung, „weil sie für sich verständig genug ist.“ Entgegen Kants Erwartungen gibt es eine Vielzahl divergierender Interpretationen. Die folgende Darstellung folgt im Wesentlichen Jochen Bojanowski, der sich weitgehend an Kants Text hält. Im Aufbau und den Oberbegriffen folgt die Tafel den analogen Tafeln in der Transzendentalen Ästhetik der KrV. Anders als in der KrV, wo die Kategorien auf die Naturerkenntnis von Gegenständen der Anschauung gerichtet sind, betrachtet Kant mit den Kategorien der Freiheit die Willensbestimmung, die dem Handeln zugrunde liegt. Gegenstand der praktischen Vernunft ist nur die Handlungsabsicht und deren Entstehung im Bewusstsein, nicht aber die Ausführung der Handlung in der empirischen Welt. Selbstverständlich kann eine Handlung auch im Nachhinein moralisch bewertet werden. Dabei kommt es aber immer noch auf den Willen an und nicht auf das, was tatsächlich passiert ist.
Jede Vorstellung einer Handlung ist bestimmt durch die in der Kategorientafel unterschiedenen formalen Elemente Quantität, Qualität, Relation und Modalität. Die Kategorien selbst haben keinen moralischen Wert.
Quantität
Jede Handlung des Menschen erfolgt nach Kant auf der Grundlage einer Maxime. Wie diese Maxime zu bewerten ist, ob sie gut oder böse ist, entscheidet sich aufgrund der Beurteilung der Handlungsabsicht. Maximen gelten zunächst nur für das einzelne Subjekt. Wenn Maximen für mehrere Menschen einer Gemeinschaft gültig sind, handelt es sich um Vorschriften, die ihrerseits wieder gut oder böse sein können. Von Vorschriften spricht Kant z. B. bei den Regeln, die ein Arzt zur Behandlung eines Patienten befolgt (Immanuel Kant: AA V, 19, GMS 415). Gesetze spricht Kant im Plural an. Damit ist also nicht das allgemeine Gesetz der Sittlichkeit, der KI, gemeint, sondern Maximen, die nach der Prüfung durch die Urteilskraft die Eignung haben, nicht nur subjektiv relevant zu sein, sondern auch geeignet sind, ein allgemeines Gesetz zu werden. Analog zu den Kategorien der Natur folgen auch die Kategorien der Freiheit den Urteilsformen einzeln, besonders und allgemein.
Qualität
Begehen bedeutet, eine positive Handlungsabsicht zu haben. Mit dieser Kategorie wird alles menschliche Tun erfasst, wobei zu bewerten ist, ob die Maxime der Handlung ein Modus des Guten oder des Bösen ist. Zu dem Begehen zählen auch Unterlassungen, soweit sie eine Entscheidung gegen ein Begehen sind, wie etwa eine nicht ausgesprochene Entschuldigung oder eine unterlassene Hilfeleistung. Zur Kategorie der Unterlassung zählen solche möglichen Handlungsabsichten, die überhaupt nicht angestrebt werden, wie etwa die, eine Ausbildung zum Krankenpfleger zu machen oder Briefmarken zu sammeln. Auch fehlende Handlungsabsichten als Negation des Begehens unterliegen der Frage, ob sie moralisch gut oder böse sind. Als Beispiel kann hier die Maxime dienen, dass ich nicht ins Wasser springe, um einem Ertrinkenden zu helfen. Diese Maxime kann sowohl klug als auch moralisch gut sein, wenn ich nicht schwimmen kann und das Holen von Hilfe die bessere Lösung ist. Maximen der Ausnahme sind noch anders gelagert. Damit sind keine Konflikte bei den Handlungsabsichten (Dilemmata) angesprochen. Diese müssen nach Kant durch die Urteilskraft gelöst werden. Ausnahmen bezeichnen Handlungsabsichten, die von einer Maxime des Begehens oder des Unterlassens abweichen. Eine derartige Maxime wäre, dass ich jeden Tag eine Stunde spazieren gehe, außer ich muss einen Kranken pflegen. Ausnahmen sind auch juridische Pflichten, die einen Vorrang vor den Tugendpflichten haben.
Relation
Bei der Kategoriengruppe der Relation ist wichtig zu verstehen, was Kant mit den Begriffen Persönlichkeit und Person meint. Unter Persönlichkeit versteht Kant das intelligible Bewusstsein eines Menschen. Bin ich risikofreudig oder konfliktscheu. Bin ich extrovertiert oder habe ich schon ein ausgeprägtes moralisches Bewusstsein. Von diesen inneren Einstellungen sind meine Handlungsabsichten abhängig. Die Handlungsabsichten in Hinblick auf den äußeren Zustand einer Person sind abhängig von Gegebenheiten der sozialen Situation, aber auch von körperlichen Möglichkeiten oder der Bildung und Erfahrungen eines Menschen. Je nachdem kann es zu unterschiedlichen Handlungsabsichten kommen. Handlungsabsichten können auch davon abhängen, wie die wechselseitige Beziehung zwischen Personen ausfällt. Je nachdem kann die gewählte Maxime einer vorgestellten Handlung unterschiedlich ausfallen.
Modalität
Mit den Kategorien der Quantität, der Qualität und der Relation kann man die Struktur einer Handlungsabsicht vollständig beschreiben. Die Kategorie der Modalität gibt nun an, welchen Charakter die Handlungsabsicht in Hinblick auf ihre Moralität hat. Die Kategorie des Erlaubten oder Unerlaubten stellt die Frage nach der sittlichen Möglichkeit einer Handlung. Nicht erlaubt sind nach Kant Handlungen, die in sich widersprüchlich sind. Dazu gehören etwa falsche Versprechen. Wenn die Maxime eines falschen Versprechens akzeptabel wäre, würde so einem Versprechen niemand mehr vertrauen. Die zweite Kategorie der Modalität wirft die Frage auf, ob eine Handlungsabsicht der Pflicht entspricht oder ob sie pflichtwidrig ist. Kant sagt hier nicht aus Pflicht, d. h. es ist noch nicht geklärt, ob die vorgestellte Handlung auch moralisch motiviert ist. Unter diese Kategorie dürften damit auch Handlungsabsichten fallen, die nur pflichtgemäß sind. Diesen Handlungsabsichten würde dann noch die moralische Motivation fehlen. Sie hätten aus sittlicher Perspektive nur Legalität, aber noch keine Moralität. Die Kategorie der vollkommenen und unvollkommenen Pflichten klassifiziert Handlungsabsichten in jedem Fall als moralisch. Vollkommene Pflichten sind in jedem Fall geboten. Bei unvollkommenen Pflichten liegt es im Urteil des Handelnden, in welchem Umfang er seiner Pflicht nachkommen muss. Ein Beispiel hierfür ist etwa das Maß der Spenden zur Unterstützung Bedürftiger.

#### Typik der reinen praktischen Urteilskraft
Die Urteilskraft ist „das Vermögen, unter Regeln zu subsumiren, d. i. zu unterscheiden, ob etwas unter einer Regel (casus datae legis) stehe, oder nicht“ (KrV, B 171). Die Urteile der praktischen Vernunft haben die Form eines praktischen Syllogismus, in dem die Maxime den Obersatz bildet, die vorgestellte Handlungsabsicht den Untersatz und die Konklusion den Willen zum Ausdruck bringt. „Ob nun eine uns in der Sinnlichkeit mögliche Handlung der Fall sei, der unter der Regel stehe, oder nicht, dazu gehört praktische Urtheilskraft, wodurch dasjenige, was in der Regel allgemein (in abstracto) gesagt wurde, auf eine Handlung in concreto angewandt wird.“
Kant beschließt das zweite Hauptstück der KpV mit einem Lehrstück, wie der Maßstab von gut und böse auf Handlungsabsichten Anwendung finden kann. Kant beschreibt hier das Prüfverfahren für Maximen mit der Gesetzesformel des KI aus der GMS (GMS 421):
„Die Regel der Urtheilskraft unter Gesetzen der reinen praktischen Vernunft ist diese: Frage dich selbst, ob die Handlung, die du vorhast, wenn sie nach einem Gesetze der Natur, von der du selbst ein Theil wärest, geschehen sollte, sie du wohl, als durch deinen Willen möglich, ansehen konntest.“
Diese Formulierung enthält im Vergleich zu den KI-Formulierungen keinen Hinweis auf Maximen. Dies wird aber nur wenig später im weiteren Text klargestellt. Die Prüfung bezieht sich auf Maximen. Im Weiteren fällt auf, dass die Prüfung sich auf Handlungen bezieht, die sittlich möglich sind. Auf die Frage nach der Pflicht oder einer vollkommenen Pflicht geht Kant im Abschnitt über die Typik nicht ein. Auch auf eine Darstellung der anderen Formeln des KI verzichtet Kant in der KpV. Er bezeichnet seine hier vorgestellte Formel als „Typus eines Gesetzes der Freiheit“, durch den Handlungsabsichten auf ihre Übereinstimmung mit dem Sittengesetz geprüft werden sollen. Kant spricht hier von einem Typus, weil die vorgegebene Regel nur eine Analogie zum Naturgesetz ist. Während die Erkenntnistheorie der KrV sich mit Urteilen über Anschauungen befasst, sind Gegenstände der reinen praktischen Vernunft die Vorstellungen von Handlungen und ein vorgestelltes Gesetz, also reine Gedankendinge. Die Prüfung bezieht sich somit nur auf ein gedachtes Naturgesetz. Der Begriff des Typus bezeichnet einen Vorgang, der nur „als ob“ stattfindet. Durch die Freiheit der Willkür kann die Handlung aber Realität erlangen, auch wenn sie auf Freiheit der reinen praktischen Vernunft, der Autonomie, beruht. Weitere Hinweise auf Methoden, wie die richtigen Maximen zu finden sind, z. B. durch öffentliche Begründung, gibt es in der KpV nicht.
Am Schluss des Abschnitts warnt Kant in einer Anmerkung noch einmal vor Empirismus und (theologischem) Mystizismus. Auch diese Moraltheorien haben einen obersten Grundsatz als Typus. Doch da diese Grundsätze nicht der reinen praktischen Vernunft entstammen, müssen sie auf Widersprüche stoßen. Dabei hält Kant den Empirismus (Prinzipien der Selbstliebe) für gefährlicher, weil in den Religionen am Ende doch die moralischen Prinzipien zu Geltung kämen, auch wenn ihre Begründung überhöht sei (z. B. das jüdisch-christliche Liebesgebot).

### Triebfedern der reinen praktischen Vernunft
Eine weitere, entscheidende Frage für Kants Moralphilosophie ist die der Motivation (principium executionis). Warum soll ich moralisch handeln? Die Antwort darf nicht auf empirische Grundlagen zurückgreifen, sonst würde die Begründung des Sittengesetzes aus der reinen praktischen Vernunft ohne Halt für sich stehen. Es gäbe keine Brücke zwischen der rein rationalen Analyse des objektiven Prinzips der Moral und einem subjektiven Grund, moralisch zu handeln. Kant folgt damit nicht der Auffassung der Rationalisten der Wolff’schen Schule, für die die Einsicht in das moralisch Gute bereits Grund zum Handeln war. Eine Abgrenzung zwischen dem 2. und 3. Abschnitt der KpV findet sich in der Vorlesung zur Moralphilosophie:
„Richtschnur und Triebfeder ist hier zu unterscheiden. Richtschnur ist das Principium der Dijudication und Triebfeder der Ausübung der Verbindlichkeit, indem man nun dieses verwechselte, so war alles in der Moral falsch“ Und weiter: „Das principium der Beurtheilung ist die Norm. Und das principium des Antriebes ist die Triebfeder. Norm ist im Verstande, die Triebfeder aber im moralischen Gefühl.“
Dieter Henrich hat das Problem wie folgt beschrieben: „Entweder die Ethik wahrt den rationalen Charakter der sittlichen Forderung; dann sind die Triebfedern des sittlichen Willens nicht verständlich zu machen. Oder sie geht von der Sittlichkeit als einer Kraft zu handeln aus; dann ist der Vernunftcharakter des Guten nicht zu wahren.“ Kant bezeichnet die Lösung des Problems als „Stein der Weisen“.
Wie schon öfter sucht Kant für seine Lösung einen Mittelweg zwischen Empirismus und Rationalismus. Triebfeder des Handelns ist ein moralisches Gefühl, das er Achtung nennt. Dieses Gefühl entsteht nicht aus sinnlichen (empirischen) Impulsen, sondern in der reinen Vernunft durch das Bewusstsein der Gültigkeit des Sittengesetzes, dem jedes vernünftige Wesen unterworfen ist. Die eigentliche Triebfeder ist also das Sittengesetz selbst, das durch seine Allgemeingültigkeit das Gefühl der Achtung erzeugt. Die Idee der Moral erhält auf diese Weise einen objektiven Wert, von dem eine Nötigung ausgeht. Trotz der Allgemeinheit entsteht die Achtung in jedem vernünftigen Subjekt als „selbstgewirktes Gefühl“ (GMS 401 FN). Sie ist durch Vernunft bewirkt.
Im Prozess der Entscheidungsfindung durch die freie Willkür entsteht im Bewusstsein ein Bewertungskonflikt zwischen Neigungen als empirischen Triebfedern, die auf die eigene Glückseligkeit gerichtet sind, und dem Sittengesetz als rein rationaler Triebfeder, das aus vernünftigen Gründen die Einsicht in eine Pflicht erzeugt. Einerseits entsteht im Bewusstsein ein Gefühl der Demütigung, weil der Mensch erkennt, dass seine Neigungen etwas fordern, was aus vernünftigen Gründen falsch ist. Andererseits erzeugt die Achtung als „praktische Schätzung des Gesetzes“ ein Gefühl der Erhebung (vgl. KU 292), weil der Mensch einsieht, dass er entgegen seinen Neigungen das Richtige tun kann. Die Achtung kann „subjektiver Grund der Thätigkeit“ und damit Triebfeder sein. Weil der Mensch allerdings nicht nur vernünftig ist, sondern aus Selbstliebe nach eigener Glückseligkeit strebt, kann es sein, dass der Mensch sich für Handlungen entscheidet, die nicht den vernünftigen Gründen entsprechen. Die muss nicht auf Willensschwäche oder Irrationalität beruhen, sondern kann v. a. auch aus einer egoistischen Motivation heraus geschehen.

### Kritische Beleuchtung
Kant beschließt die Analytik mit Reflexionen zu wesentlichen bisher behandelten Themen.
Abgleich zwischen der KpV und der KrV
Kant verweist auf den unterschiedlichen Charakter der beiden Schriften, der sich jeweils in der Gliederung des analytischen Teils niederschlägt. Ausgangspunkt in der KrV sind die sinnlichen Anschauungen, die im zweiten Schritt durch Begriffe strukturiert werden, so dass im dritten Schritt hieraus Grundsätze abgeleitet werden können. Der Gedankengang in der KpV ist genau umgekehrt. Für die Frage „Was soll ich tun?“ gibt es kein Material in der Anschauung. Also muss man zunächst nach einem Grundsatz suchen, der die Anleitung zum guten Handeln gibt. Über die rein rationalen Begriffe von gut und böse und die Kategorien der Freiheit kommt man zu moralischen Urteilen. Die Achtung für das Gesetz als moralisches Gefühl ist dann die Brücke in den Bereich des Sinnlichen, wo die Gründe der intelligiblen Welt in das konkrete Handeln in der phänomenalen Welt umgesetzt werden können.
Gegenüberstellung von Glückseligkeitslehre und Sittengesetz
Das Streben des Menschen nach Glück ist natürlich und unvermeidlich und deshalb auch legitim. Jedem vernünftigen Wesen ist aber auch bewusst, dass es Situationen gibt, in denen eine Handlung aufgrund des Glücksstrebens als falsch erkannt wird, wenn man den Maßstab der Moral anlegt. Deshalb sind alle Grundsätze der Moral, die das Glücksstreben zum Grundsatz machen, als gültiger moralischer Anspruch falsch, so gut gemeint sie auch sein mögen. Grundsätze, die auf dem natürlichen, sinnlichen Streben beruhen, können das Prinzip der autonomen Freiheit nicht begründen. Wenn es aber keine autonome Freiheit gäbe, so hätte David Hume recht, und auch die Vernunft wäre der Naturkausalität unterworfen. Der Mensch könnte sich zwar frei denken, aber seine Gedanken wären kausal bestimmt. Kant bezeichnet eine solche Freiheit als komparative Freiheit und qualifiziert sie als mechanistische „Freiheit eines Bratenwenders“, weil es eine Illusion ist, wenn man meint, Freiheit „nach empirischen Prinzipien wie jedes andere Naturvermögen erklären zu können und sie als psychologische Eigenschaft, deren Erklärung lediglich auf eine genauere Untersuchung der Natur der Seele und der Triebfeder des Willens“ beruht, zu betrachten.
Vereinbarkeit von Naturdeterminismus und Kausalität aus Freiheit
Maßgeblich für die Vereinbarkeit von Naturkausalität und Kausalität aus Freiheit ist der intelligible Charakter des Menschen. Handlungen als Ereignisse in der Zeit unterliegen der Naturkausalität. Als intelligibles Wesen kann der Mensch aber ohne Abhängigkeit von zeitlich vorhergehenden Phänomenen Begriffe und Prinzipien a priori spontan denken. Der entscheidende Punkt für die Autonomie ist das Vermögen der reinen praktischen Vernunft, durch die der Mensch das Sittengesetz erkennt. Das Sittengesetz seinerseits lässt den Menschen seine Freiheit erkennen, ohne die ein moralisches Handeln nicht möglich ist. Deshalb müssen sich auch vernünftige Menschen mit einem bösen Charakter ihre Taten zurechnen lassen.
Gott als Idee im Vergleich zur Freiheit
Gott ist eine bloße Idee und dem Menschen äußerlich. Er entzieht sich dadurch jeglicher Erkenntnis. Freiheit hingegen ist als objektive Realität erfahrbar. Gott als Schöpfer ist die erste Ursache der Kausalität in der Welt der Dinge an sich. Er ist jedoch nicht Ursache der Welt als Erscheinungen, die Gegenstand der menschlichen Handlungen sind, weil die Erscheinungen Produkte des menschlichen Geistes sind. Würde es sich anders verhalten, wäre Gott auch Ursache der menschlichen Handlungen und dem Menschen bliebe nichts anderes als Fatalismus. Kant scheint diese Argumentation selbst nicht überzeugend gefunden zu haben; denn am Ende des Gedankens fragt er (selbstkritisch?): „Die hier vorgetragene Auflösung der Schwierigkeit hat aber, wird man sagen, doch viel Schweres in sich und ist einer hellen Darstellung kaum empfänglich. Allein ist denn jede andere, die man versucht hat oder versuchen mag, leichter und faßlicher?“

## Wichtigste Ausgaben
- Immanuel Kant: Critic der practischen Vernunft. Johann Friedrich Hartknoch, Riga 1788, Digitalisat und Volltext, im Deutschen Textarchiv. (292 S., Nachdruck Erlangen 1984).
- Immanuel Kant: Kritik der praktischen Vernunft. In: Immanuel Kant: Kritik der praktischen Vernunft. Kritik der Urtheilskraft. Herausgegeben von Paul Natorp. Georg Reimer, Berlin 1908 (= Kant’s gesammelte Schriften. Herausgegeben von der Königlich Preußischen Akademie der Wissenschaften, 1. Abteilung, 5. Band), S. 1–163.
- Immanuel Kant: Kritik der praktischen Vernunft. Hrsg. von Joachim Kopper, Reclam, Stuttgart 1961 u. ö. (= Reclams Universal-Bibliothek Nr. 1111-13, später Nr. 1111).
- Immanuel Kant: Kritik der praktischen Vernunft. Hrsg. von Horst D. Brandt und Heiner F. Klemme, Meiner, Hamburg 2003, ISBN 3-7873-1650-7 (= Philosophische Bibliothek 506).